# Райнхард фон Зикинген-Ебернбург
Райнхард фон Зикинген-Ебернбург (на немски: Reinhard von Sickingen-Ebernburg; † 29 ноември 1472) е благородник от стария благороднически род фон Зикинген от Крайхгау в Баден-Вюртемберг, пфандхер на Ебернбург в Бад Кройцнах.
Той е син на Свикер фон Зикинген, господар на Ингенхайм, Обергромбах († 5 октомври 1459) и съпругата му Елизабет Ландшад фон Щайнах († 8 юни 1469), дъщеря на Конрад (Контц) Ландшад фон Щайнах († 1417) и Елза фон Флекенщайн († 1413. Внук е на Райнхард фон Зикинген-Нойденау, байлиф на Лаутербург, фогт на Хайделберг († 1422) и Елизабет фон Найперг († пр. 1406). Брат е на Фридрих фон Зикинген († сл. 1468), байлиф и пфандхер на Алтвайлнау. Роднина е на Райнхард I фон Зикинген († 1482), епископ на Вормс (1445 – 1482).
Райнхард фон Зикинген-Ебернбург умира на 29 ноември 1472 г. и е погребан в болничната църква, Бад Кройцнах. Той е преместен и погребан със съпругата му през 1584 г. в Ебернбург.

## Фамилия
Райнхард фон Зикинген-Ебернбург се жени за Шонета фон Сиен († 1 януари 1483 в Бад Кройцнах), дъщеря на Трабодо фон Сиен и Маргарета фон Накенхайм. Те имат две деца:
- Елизабет фон Зикинген († 1479), омъжена 1463 г. за Хартмут фон Кронберг († 18 април/1 декември 1471), син на Франк фон Кронберг (1448 – 1450) и Агнес фон Щокхайм (+ 1472)
- Свикер фон Зикинген († 1505 в Ландсхут), господар на Кефенах, Бирленбах, Бюрен, Ебернбург и Зиен, байлиф на Ебернбург, Кройцнах и Бахарах, женен за Маргарета Пулер фон Хоенбург († 1517), дъщеря на Вирик Пулер фон Хоенбург и 	Гертруд Бооз фон Валдек